# Rhododendron ruttenii
Rhododendron ruttenii är en ljungväxtart som beskrevs av J. J. Smith. Rhododendron ruttenii ingår i släktet rododendron, och familjen ljungväxter. Inga underarter finns listade i Catalogue of Life.